# Рюдзо и семеро бойцов
«Рюдзо и семеро бойцов» (яп. 龍三と七人の子分たち) — криминальная комедия Такэси Китано. Первая картина режиссёра со времён «Снял кого-нибудь?» (1995), оставленная без внимания крупнейшими международными кинофестивалями (Венецианским и Каннским), была скромно выпущена в японский прокат 25 апреля 2015 года.

## Сюжет
Бывший якудза на пенсии едва не становится жертвой телефонного мошенничества на сумму в пять миллионов йен. Выяснив, что жулик работает на некую корпорацию Кейхин, якудза призывает своих старых товарищей по оружию. Вместе они формируют новый клан под названием Ичирюкай («Клан Большого Дракона») с намерением свести счёты с молодым поколением беспринципных проходимцев.

## Актёры
| Основной ансамбль - Тацуя Фудзи — Рюдзо - Масаоми Кондо — Маса - Акира Накао — Мокичи - Тору Синагава — Мак - Бэн Хиура — Ичидзо - Кодзюн Ито — Хидэ - Кэн Йосидзава — Така - Акира Онодера — Ясу | В остальных ролях - Бит Такэси — инспектор Мураками - Масанобу Кацумура — Рюхэй - Фумика Симидзу — Юрика - Хисако Манда — мама-сан - Группировка Кейхин - Кэн Ясуда — Ниси - Атому Симодзё — Токунага - Кэнъити Ядзима — Ходзё |

## Критика
Фильм «Рюдзо и семеро бойцов» стал первой за долгое время работой Китано, практически незамеченной мировой кинопрессой. В немногочисленных рецензиях превалировал сдержанно-положительный тон. Марк Шиллинг (The Japan Times) высоко оценил актёрский труд 73-летнего Тацуи Фудзи — по словам критика, именно бравада Рюдзо в исполнении Фудзи привнесла в действие ту взрывную энергию, без которой происходящее на экране выглядело бы просто абсурдно. Джон ДеФор (The Hollywood Reporter) выразил мнение, что сюжет картины слишком незатейлив, чтобы вызвать большой интерес, и уж точно он не требует почти двух часов экранного времени. Эдмунд Ли (South China Morning Post) в целом благосклонно отозвался о ленте, признав заслугу Китано, сумевшего снять обаятельный фарс, не скатываясь в откровенную пародию.
Своей криминальной комедией Такэси Китано прощается с очень важным культурным пластом, который некогда был понятен даже вооруженным до зубов отморозкам. Поэтому у новой работы мастера фильмов о якудза такое печальное послевкусие — несмотря на отличный юмор, которым она наполнена.
Несколько теплее «Рюдзо и семеро бойцов» приняли кинокритики России — второй страны после Японии, где фильм вышел в прокат. Антон Долин («Афиша») провёл аналогию с работами Эльдара Рязанова «Небеса обетованные» и «Старые клячи»: та же «мемориальная комедия с плавным скольжением в сторону мелодрамы, где больше трогательного, чем глубокого, парадоксального или просто смешного».
Дмитрий Сосновский («Российская газета») написал, что история «архаичных романтиков, почти беззащитных перед модернизирующимся миром» рассказана, как и всегда умел Китано, «не только с ошеломляющей откровенностью, но и с неподражаемым юмором». Вдобавок редакционная коллегия «Российской газеты» поместила кино в свой список десяти лучших за 2015 год.